# Jocy de Oliveira
Jocy de Oliveira (Curitiba, 11 de abril de 1936) es una pianista, artista multimedia y compositora brasileña.

## Biografía
Jocy de Oliveira nació en Curitiba y creció en São Paulo, Brasil. Estudió en São Paulo con Joseph Kliass, en París con Marguerite Long y en San Luis con Robert Wykes. Realizó una Maestría en Artes de la Universidad de Washington en San Luis.
De Oliveira se convirtió en concertista de piano cuando era niña, tocando internacionalmente con artistas como Stravinsky y John Cage. Se casó con el director Eleazar de Carvalho pero luego se divorció y vivió en San Luis, Nueva York y Río de Janeiro. Es integrante de la Academia Brasileña de Música, y es autora de cuatro libros.

## Honores y premios
- Fundación Rockefeller
- Consejo de las Artes de Nueva York
- Conoce al compositor
- Fundación de Arte y Cultura Vitae (Brasil)[4]

## Obras
De Oliveira compone principalmente obras electrónicas y multimedia para proyectos de video, teatro y teatro musical. Las obras seleccionadas incluyen:
- Polinterações I y II (1970)
- Música no espaço, evento planetario (1982/83)
- Fata morgana (1987)
- Jueves Liturgia Espaço (1988)
- Inori a prostituta Sagrada (1993)
- Ilud Tempus (1994)
- Canto e Raga (1995)
- Cenas de una Trilogia (1999)
- As Malibran (1999/2000)
- Medea, Profecia y Balada (2003)
- Kseni Estrangeira-A (2003/2005)

Su obra ha sido grabada y publicada en CD y DVD, incluyendo:
- A Música Século XX De Jocy, 1960[6]
- Catalogue d'oiseaux, Olivier Messiaen (Vox), 1972[7]
- Vingt saludos sur l'enfant-Jésus, Olivier Messiaen (Vox), 1977[8]
- Inori à prostituta sagrada Rer BJOCD, ASIN:B000O00HFE, 1993[9]
- Illud tempus ABM DIGITAL, ASIN:B003ZU8YGE[10]
- Como Malibrans (2000) ASIN: B00004UAWV

## Libros
- O 3º Mundo (São Paulo, 1959)
- Foco Apague meu (São Paulo, 1961)
- Dias e seus Caminhos Mapas e partituras (1983)
- Inori - una prostituta sagrada (2003)